# Port lotniczy Toksan
Port lotniczy Toksan (kor. 덕산비행장) – port lotniczy położony w mieście Hamhŭng, w prowincji Hamgyŏng Południowy, w Korei Północnej. Użytkowany w celach wojskowych.

## Drogi startowe i operacje lotnicze
Operacje lotnicze wykonywane są z betonowej drogi startowej:
- RWY 05/23, 2484 × 49 m